# ジョン・フォーブス・ロイル

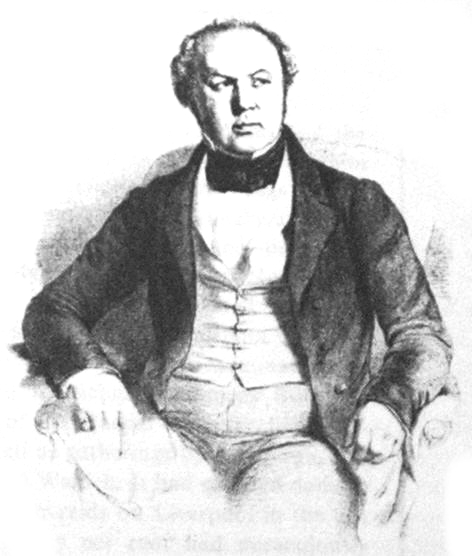
John Forbes Royle

ジョン・フォーブス・ロイル（John Forbes Royle、1798年5月10日 – 1858年1月2日）は、インド生まれのイギリスの植物学者である。ヒマラヤ山脈の植物などを研究した。

## 生涯
インドのカーンプルに生まれた。東インド会社に軍医助手として雇われ、独学で植物学、地質学を学び、ヒマラヤ山脈で大きな自然標本のコレクションを作った。インド伝統の薬用植物の効能を調べ、現地での使用の歴史を調べた。1837年に、"On the Antiquity of Hindu Medicine" （「ヒンドゥー医学の伝統について」）で研究の成果を発表した。
10年近くにわたって、サハーランプルの植物園で監督者として働いた後、1837年にキングス・カレッジ・ロンドンの薬用植物学の教授に任じられ、1856年まで教授職を続けた。1838年からロンドンの東インド会社本社にインドの物産を展示する特別部門を指揮し、生涯を通じて価値ある博物館として完成させた。1851年のロンドン万国博覧会ではインド部門の監督者を務めた。
評価の高い著作には"Illustrations of the Botany and other branches of Natural History of the Himalayan Mountains"（「ヒマラヤ山脈の植物学、博物学図鑑）や1839年から執筆した "Flora of Cashmere"（「カシミールの植物」）2巻がある。
シソ科の属名、Royleaや、カキノキ科の種ボンベイコクタン（Diospyros melanoxylonのシノニムのDiospyros roylei Wall. ex A.DC.）などに献名された。

## 著作
- On the Antiquity of Hindu Medicine, 1837
- Flora of Cashmere, 2 Bände, 1839
- Illustrations of the Botany and other branches of Natural History of the Himalayan Mountains, 1833–1840
- An Essay on the Productive Resources of India, 1840
- On the Culture and Commerce of Cotton in India and Elsewhere, 1851
- The Fibrous Plants of India fitted for Cordage, 1855